# Butere
Butere ist eine Stadt im Kakamega County von Kenia nahe an der Grenze zu Uganda. Bis zu dessen Auflösung war Butere die Hauptstadt des Butere/Mumias Districts. Von Kisumu aus führt eine Stichbahn mit Personenverkehr nach Butere. Der Ort ist ein eigener Wahlkreis, hat ein District Hospital, die katholische Kirche unterhält eine der seltenen Schulen und Heime für geistig Behinderte. Die Anglican Church of Kenya (ACK) hat hier eine Diözese eröffnet, der mit Horace Etemesi seit dem 29. August 1993 ein Bischof vorsteht.
Die erste Schriftstellerin Afrikas Grace Ogot (1930–2015) besuchte hier die Butere High School.